# 鈴木宣明
鈴木 宣明（すずき のぶあき、1929年6月28日 - 2014年9月21日）は、日本の神学者。

## 略歴
福島県会津出身。上智大学文学部卒、同大学院哲学研究科・神学研究科修了。1948年イエズス会に入る。1968年から1970年ミュンヘン大学に学ぶ。上智大学文学部助教授、教授、2000年定年退任、名誉教授、仙台白百合女子大学カトリック研究所所長。イエズス会司祭。1992年「中世ドイツ神秘霊性」で上智大学博士（史学）。

## 著書
- 『キリストへの旅』（南窓社） 1975
- 『ローマ教皇史』（教育社、歴史新書 西洋史） 1980
- 『中世ドイツ神秘霊性』（南窓社、キリスト教歴史双書） 1991
- 『ひとつぶの麦』（聖母の騎士社、聖母文庫） 1993
- 『福音に生きる 霊性史』（聖母の騎士社、聖母文庫） 1994
- 『葡萄樹のごとく 霊性史』（聖母の騎士社、聖母文庫） 1994
- 『恵みに生きる 歴史と人間』（聖母の騎士社、聖母文庫） 1995
- 『教会博士 霊性史』（聖母の騎士社、聖母文庫） 1996
- 『キリストへの憧れ 神秘・霊性史研究ノート』（聖母の騎士社、聖母文庫） 2000
- 『図説 ローマ教皇』（河出書房新社、ふくろうの本） 2001
- 『いのち愛 キリストによってキリストとともにキリストのうちに』（聖母の騎士社、聖母文庫） 2005

### 編著
- 『道 アビラの聖女テレサとの出会いと対話』（編著、聖母の騎士社、聖母文庫） 2000
- 『一本の四季桜を愛でて』（編、聖母の騎士社、聖母文庫） 2001

## 翻訳
- 『天にまします私たちの父 主の祈りの黙想』（フリードリヒ・ウルフ、エンデルレ書店） 1973 
  - 『天におられるわたしたちの父よ 主の祈りの黙想』（聖母の騎士社、聖母文庫）